# Andonabe
Andonabe est une commune rurale malgache située dans la région de Vatovavy.